# Ulospermum siculum
Ulospermum siculum är en flockblommig växtart som beskrevs av Heinrich Friedrich Link. Ulospermum siculum ingår i släktet Ulospermum och familjen flockblommiga växter. Inga underarter finns listade i Catalogue of Life.